# Tatjana Miniejewa
Tatiana Nikołajewna Miniejewa (ros. Татьяна Николаевна Минеева, ur. 10 sierpnia 1990) – rosyjska lekkoatletka specjalizująca się w chodzie sportowym. 
W 2008 została mistrzynią świata juniorek w chodzie na 10000 metrów, w 2011 sięgnęła po złoto mistrzostw Europy do lat 23. Uczestniczka pucharu Europy oraz świata.
Pod koniec 2012 została zdyskwalifikowana na 2 lata z powodu wykrycia w jej krwi anormalnego poziomu hemoglobiny. 
Rekord życiowy w chodzie na 20 kilometrów – 1:28:09 (12 czerwca 2011, Sarańsk). 

## Osiągnięcia
| Rok  | Impreza                           | Miejsce   | Konkurencja              | Lokata      | Wynik    |
| ---- | --------------------------------- | --------- | ------------------------ | ----------- | -------- |
| 2008 | Mistrzostwa świata juniorów       | Bydgoszcz | chód na 10000 m          | 1. miejsce  | 43:24,72 |
| 2009 | Puchar Europy w chodzie sportowym | Metz      | chód na 10 km (juniorki) | 1. miejsce  | 44:16    |
| 2010 | Puchar świata w chodzie sportowym | Chihuahua | chód na 20 km            | 44. miejsce | 1:47:05  |
| 2011 | Młodzieżowe mistrzostwa Europy    | Ostrawa   | chód na 20 km            | 1. miejsce  | 1:31:32  |